# Passionsfenster (Magoar)

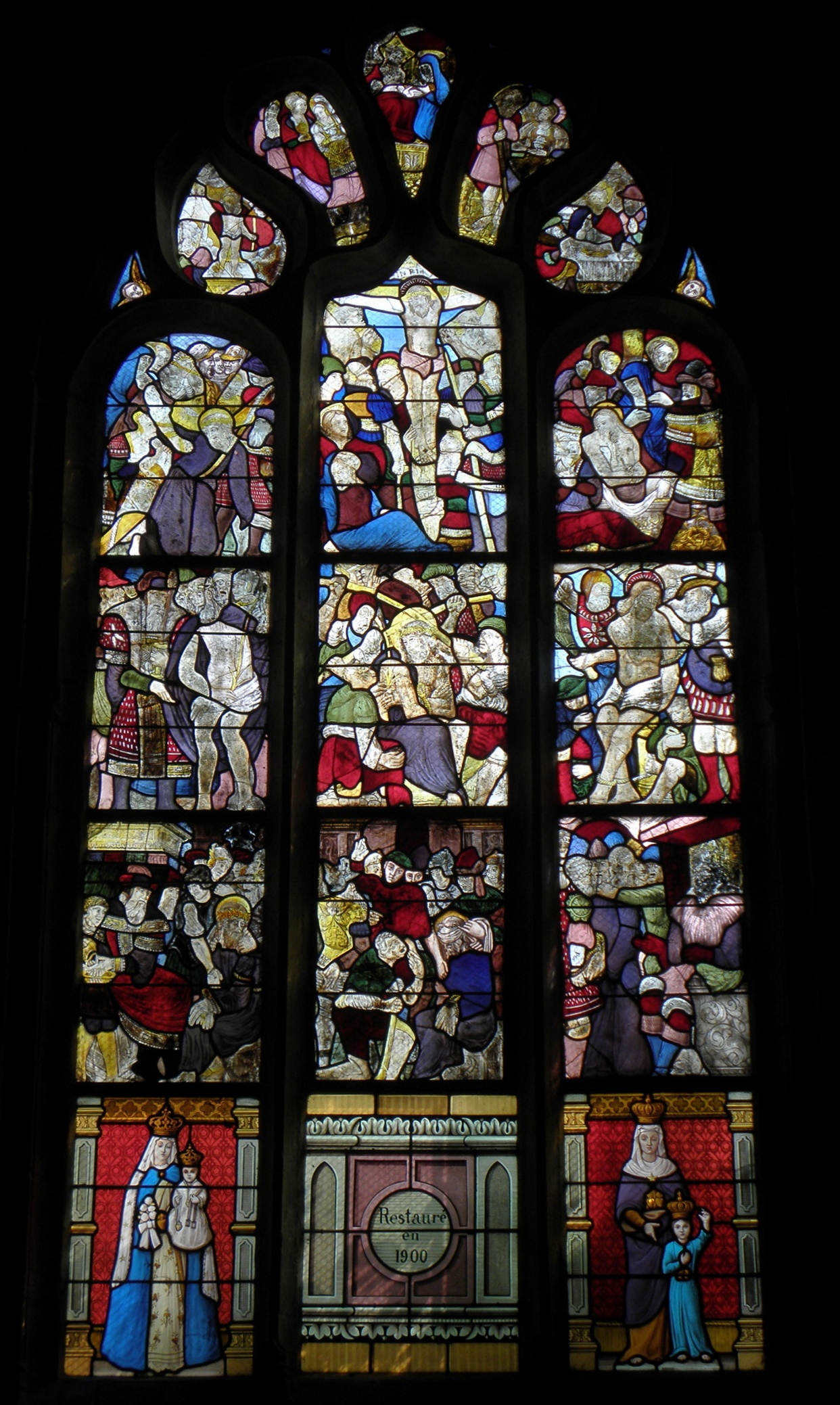
Passionsfenster in Magoar

Das Passionsfenster in der katholischen Kirche St-Gildas in Magoar, einer französischen Gemeinde im Département Côtes-d’Armor in der Region Bretagne, wurde im dritten Viertel des 16. Jahrhunderts geschaffen. Das Bleiglasfenster wurde 1984 als Monument historique in die Liste der geschützten Objekte (Base Palissy) in Frankreich aufgenommen.
Das zentrale Fenster (Nr. 0) im Chor wurde von einer unbekannten Werkstatt geschaffen. Es zeigt verschiedene Szenen aus dem Leidensweg Jesu. 
Das Fenster wurde 1900 und 1993 restauriert, wobei heute nicht mehr nachvollzogen werden kann, wann die Szenenfolge vertauscht bzw. wann Szenen entfernt wurden.

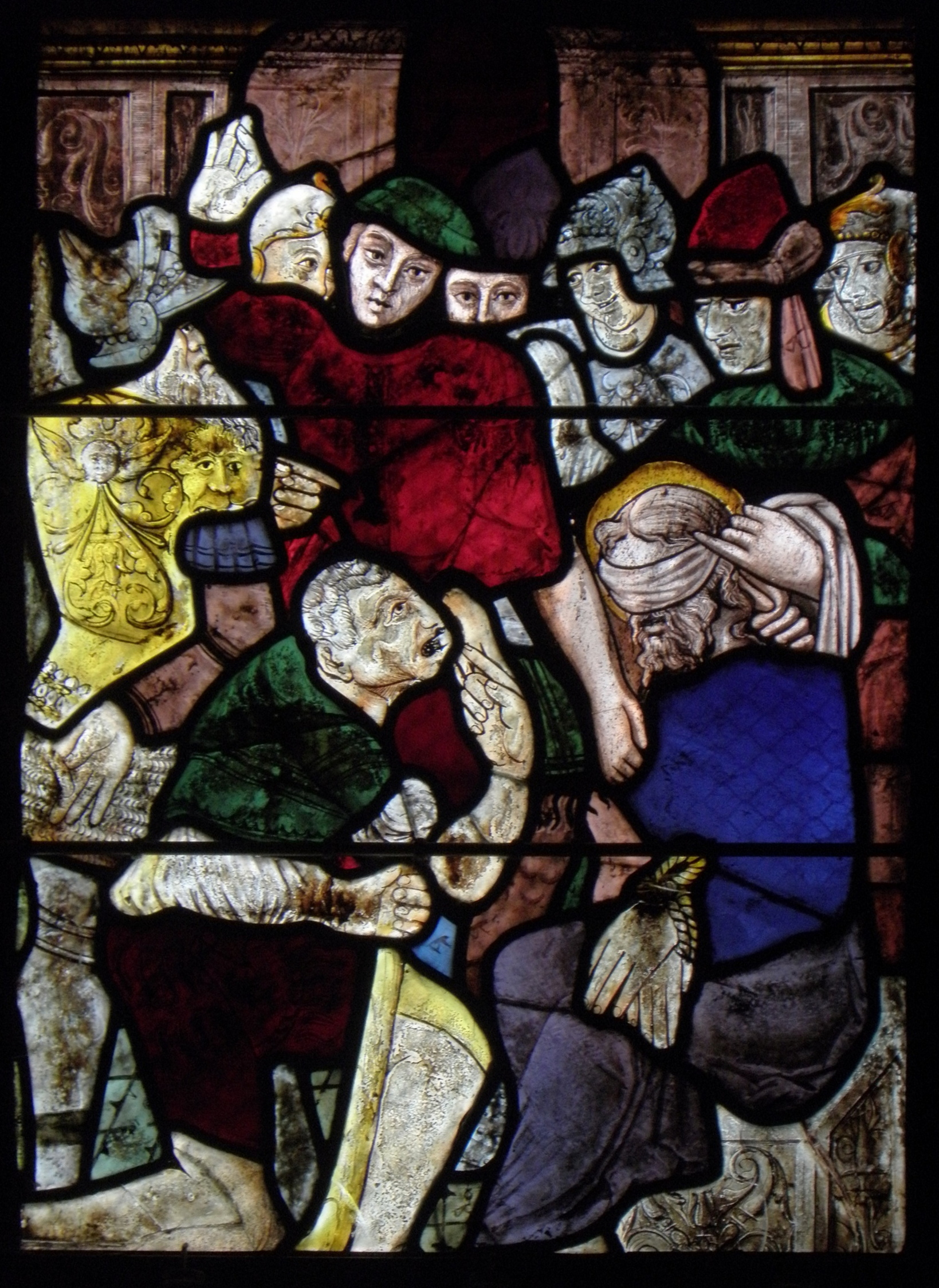
Verhöhnung von Jesus
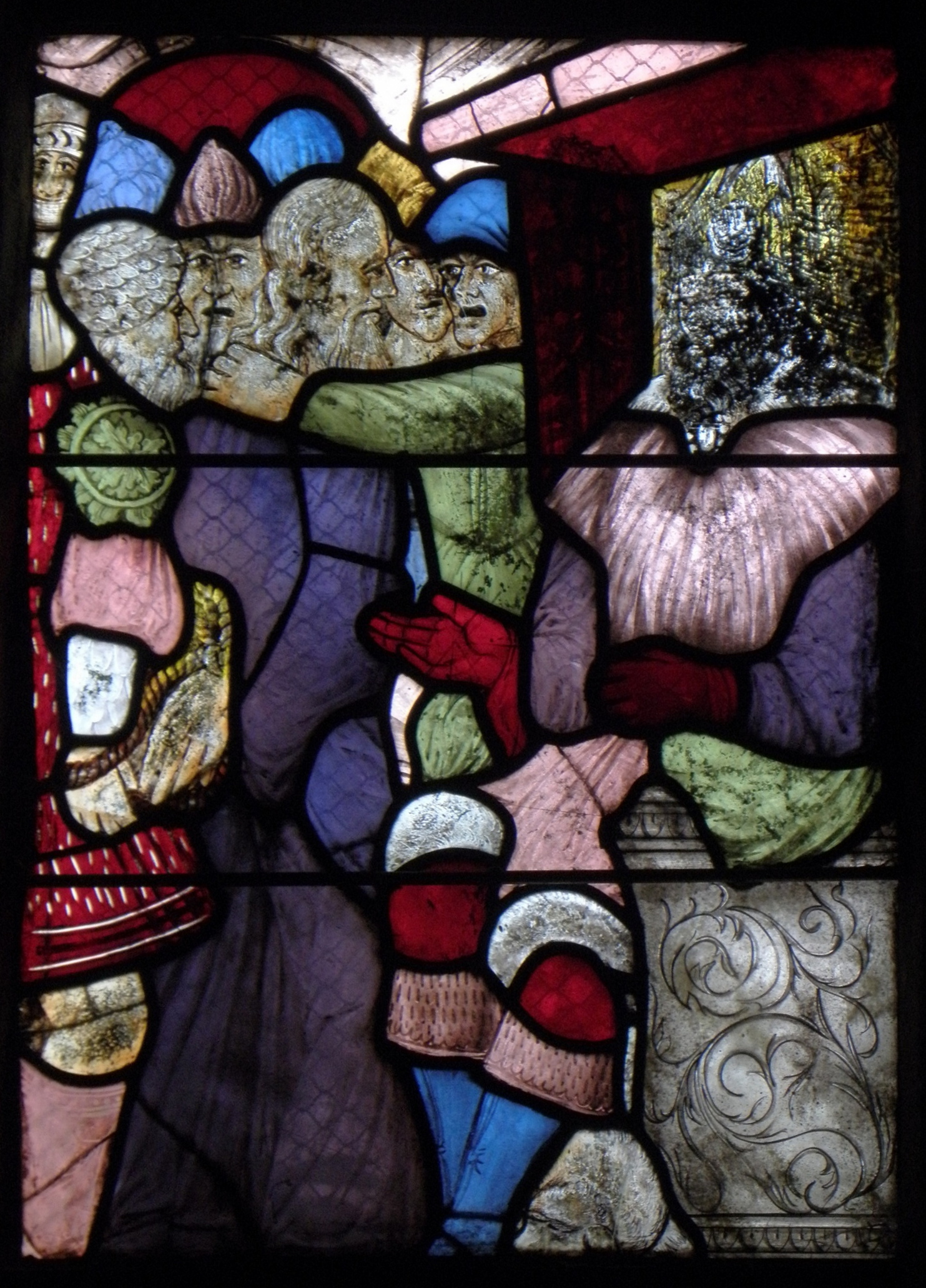
Jesus vor Kajaphas
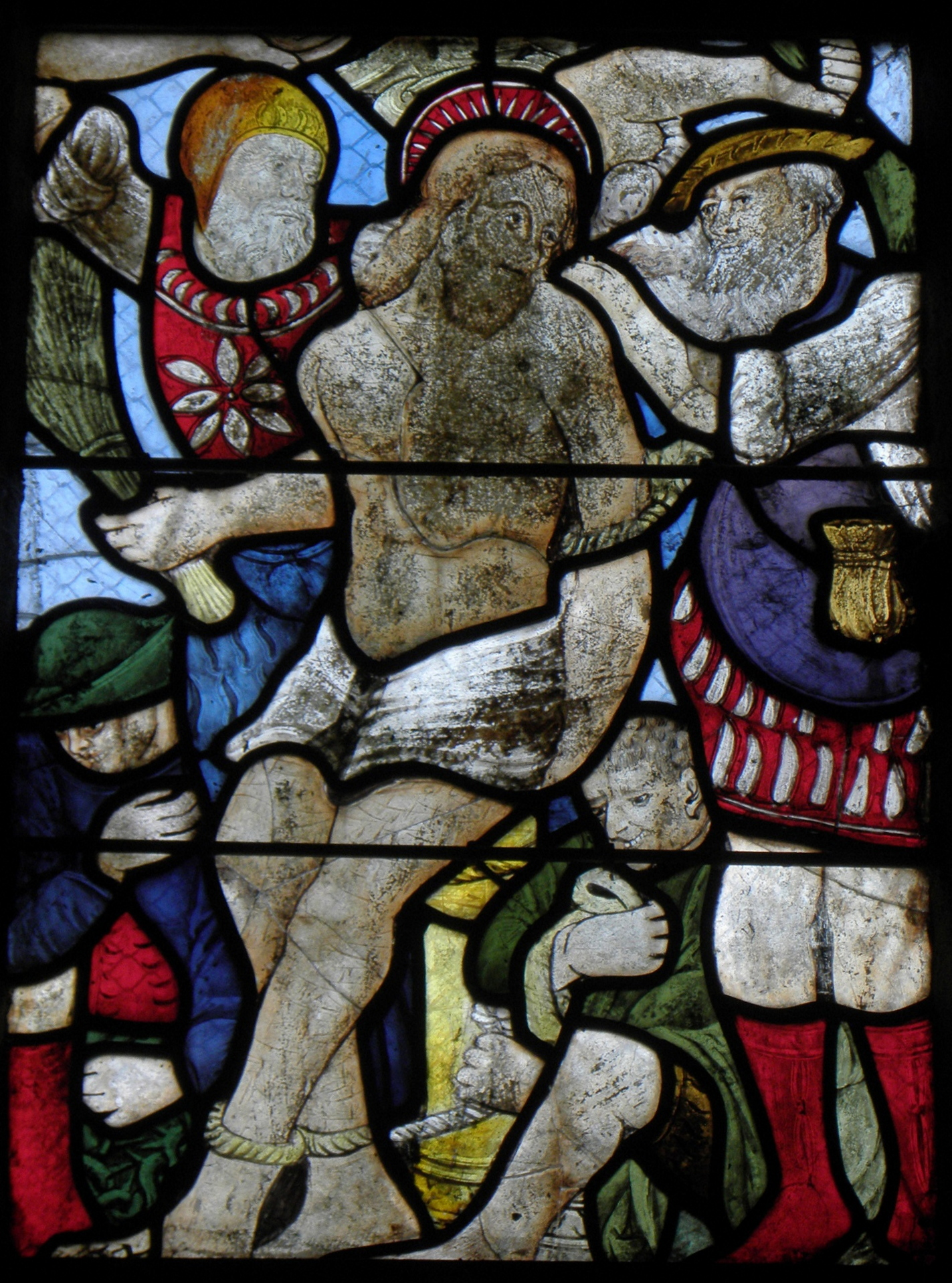
Geißelung Jesu

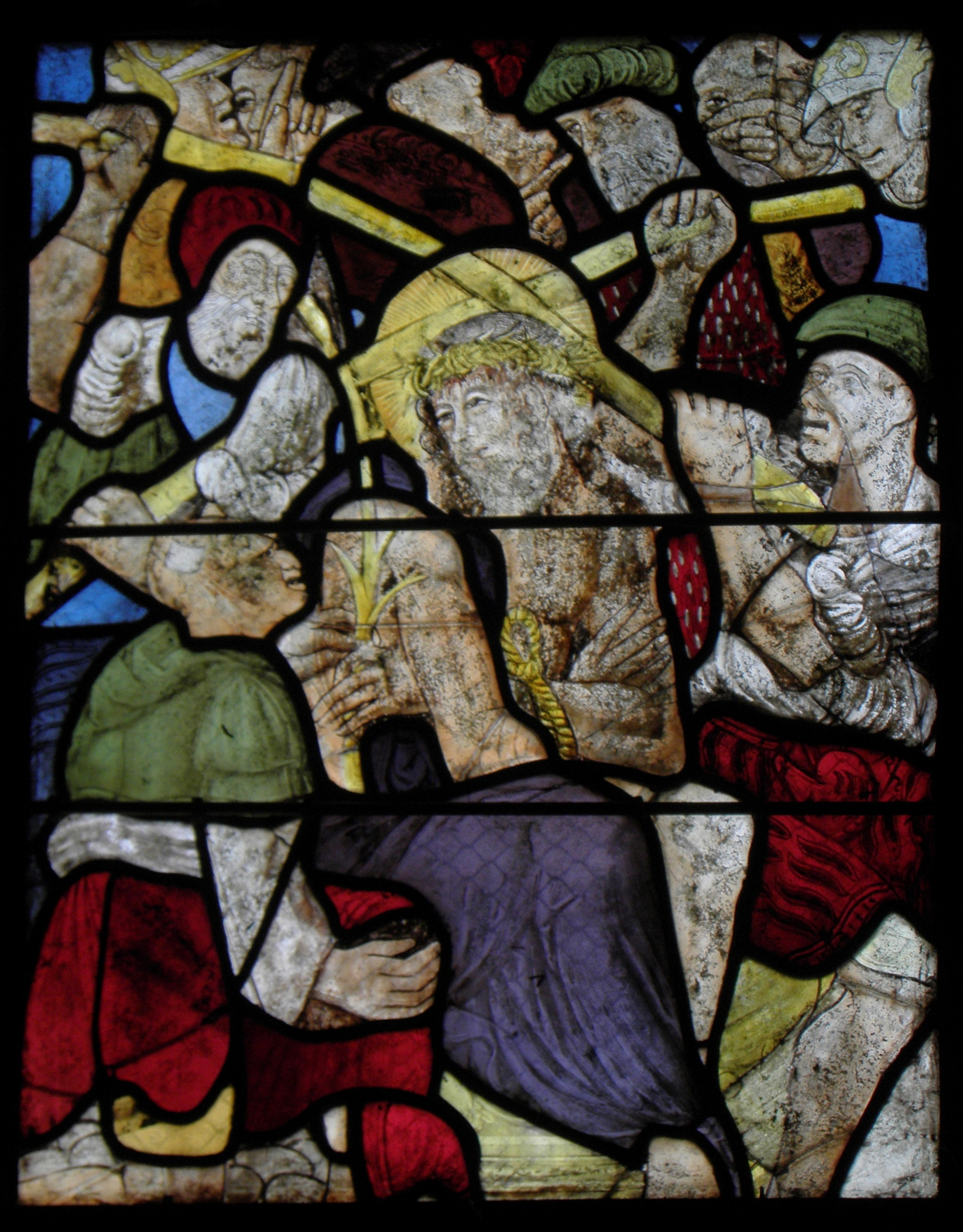
Jesus wird die Dornenkrone aufgesetzt
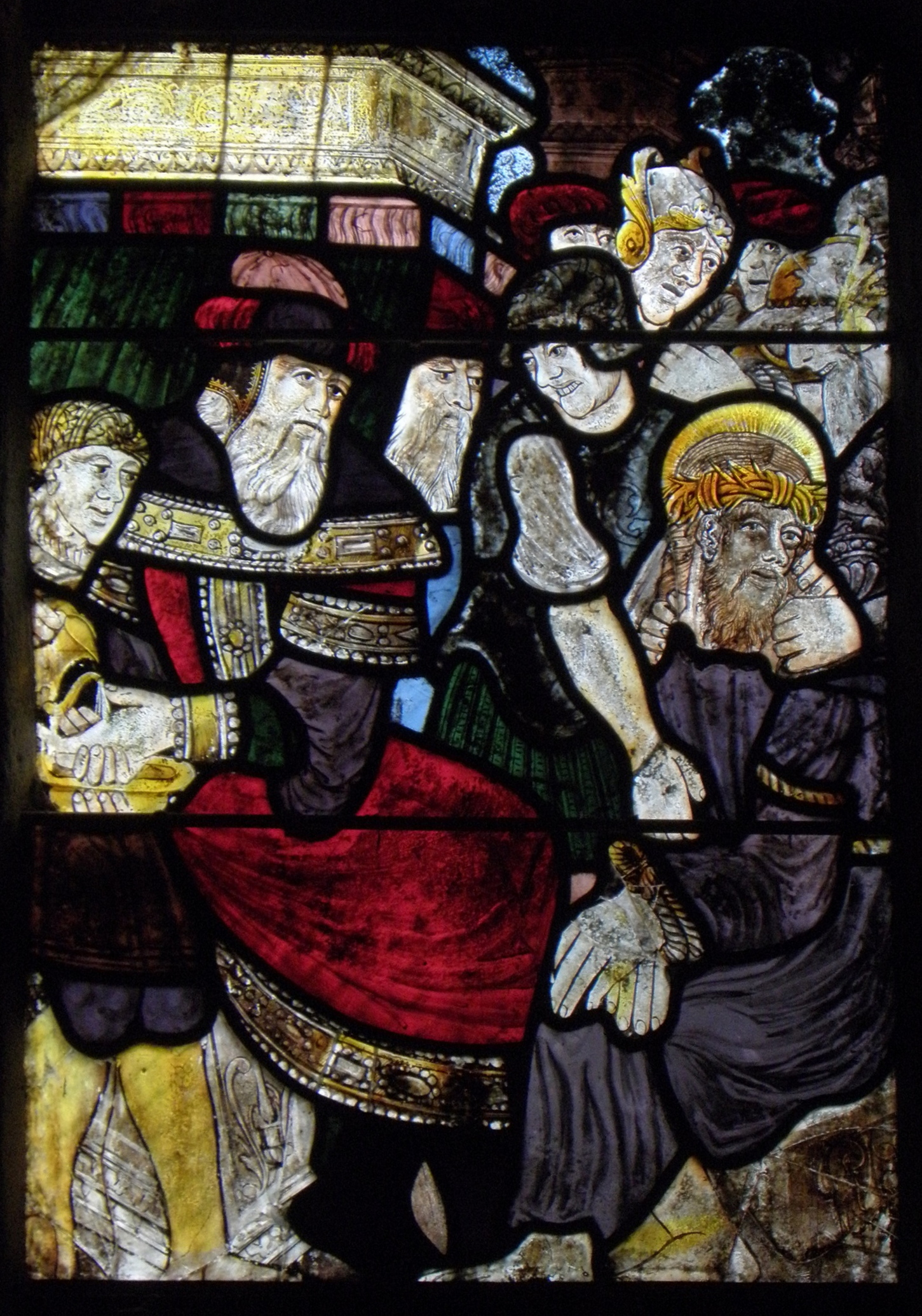
Pilatus wäscht sich die Hände in Unschuld
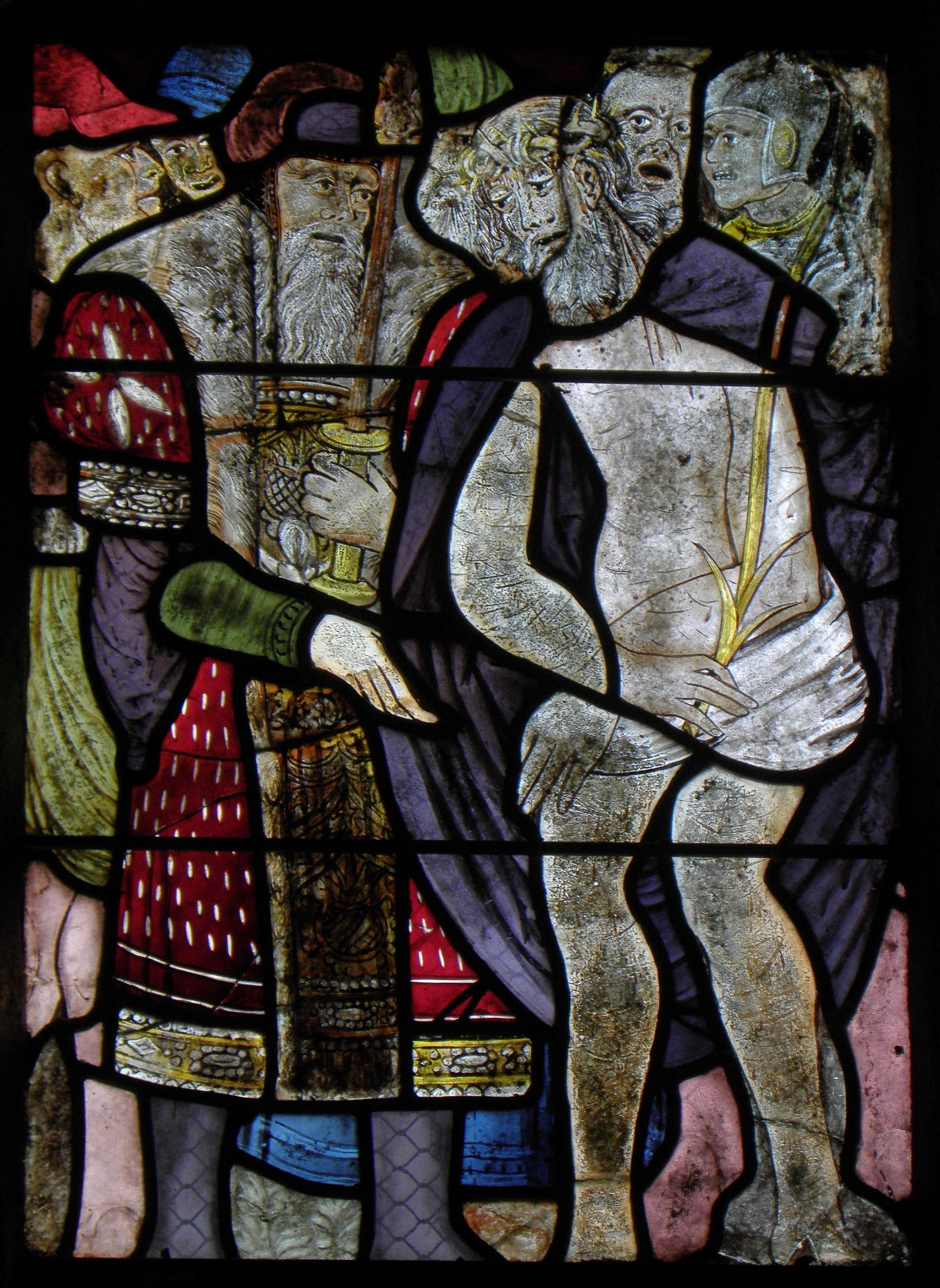
Ecce Homo

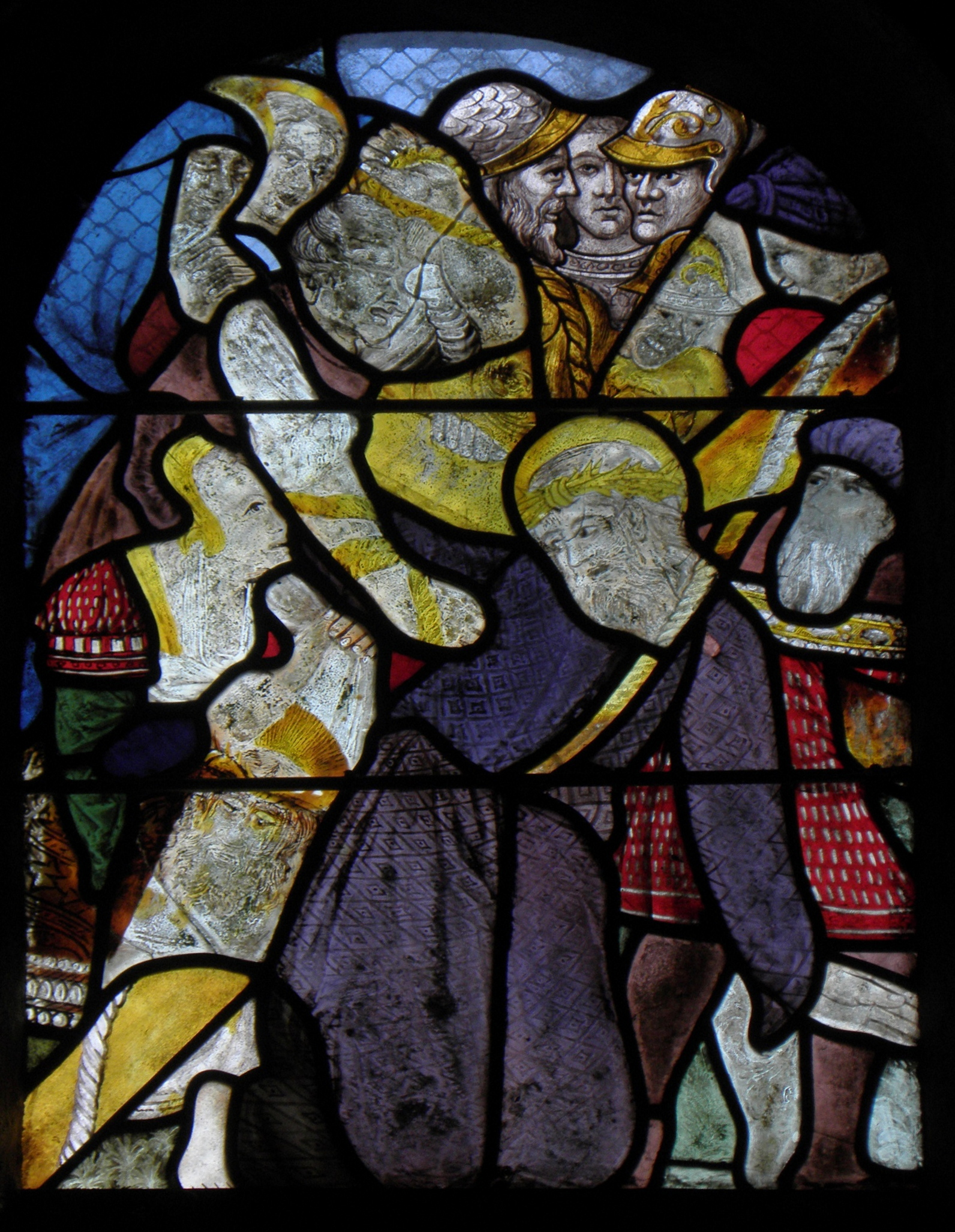
Jesus trägt das Kreuz
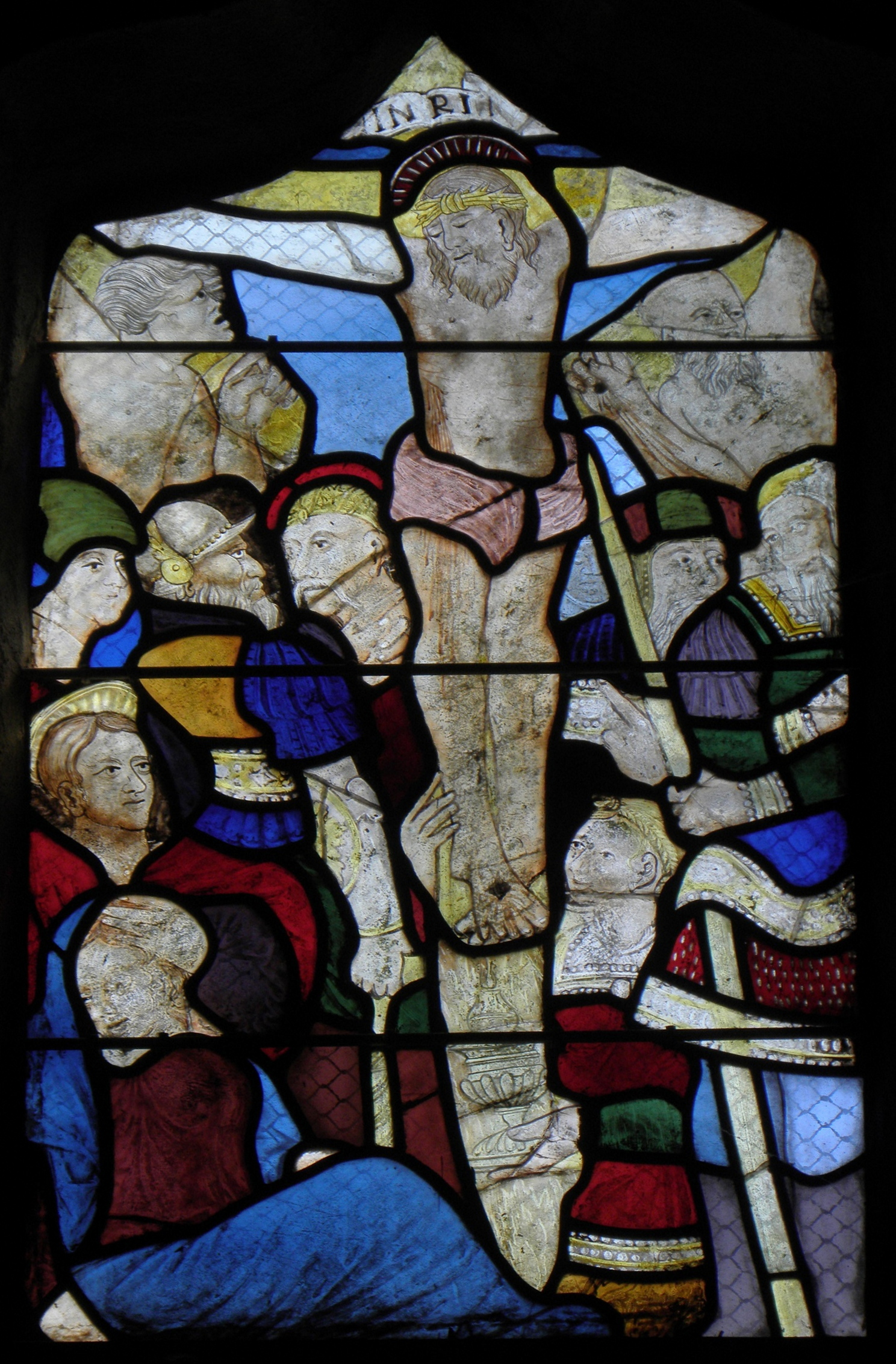
Kreuzigung
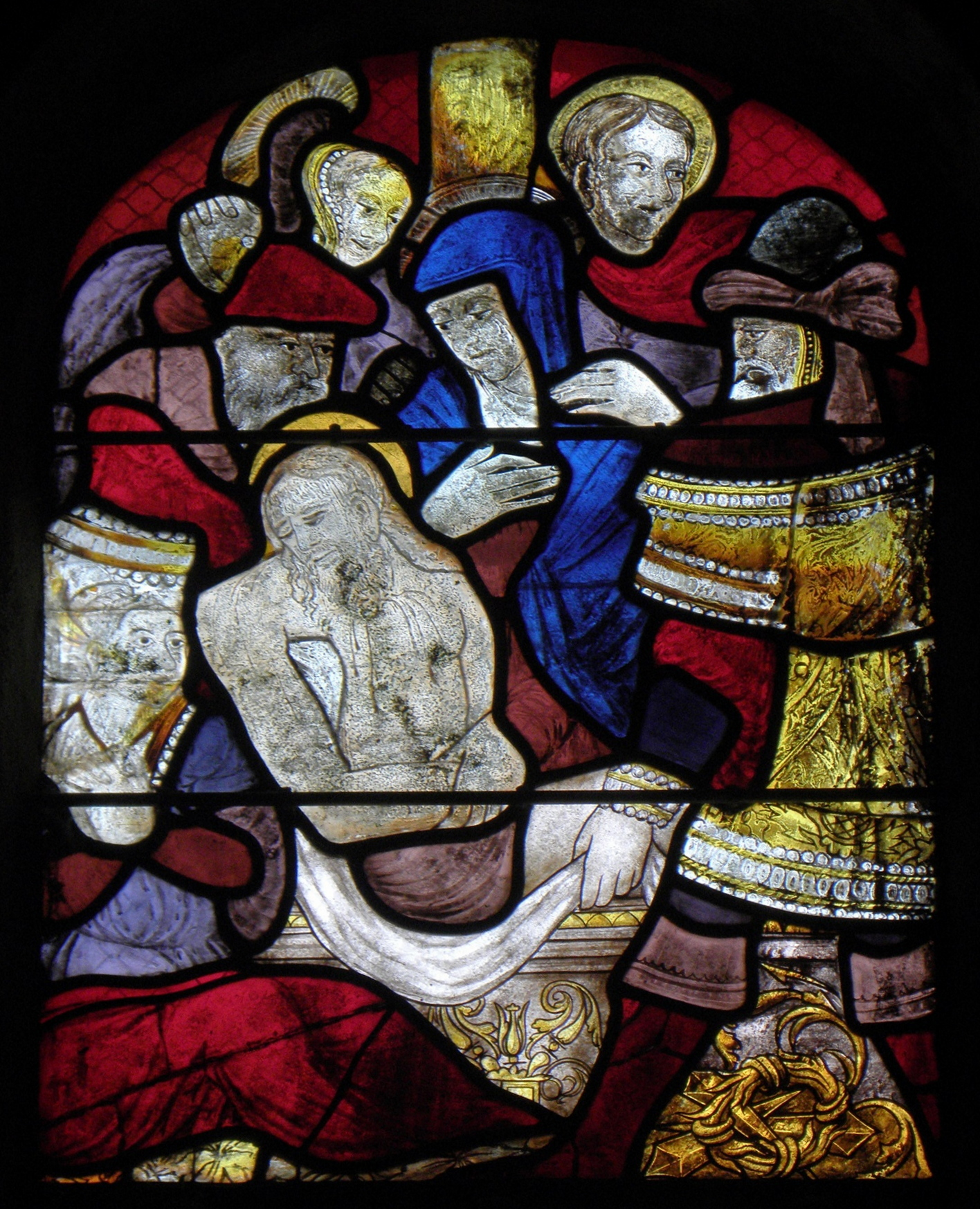
Grablegung Jesu